# Pădurea și Lacul Stolnici (sit SCI)
Pădurea și Lacul Stolnici este un sit de importanță comunitară (SCI) desemnat în scopul protejării biodiversității și menținerii într-o stare de conservare favorabilă a florei spontane și faunei sălbatice, precum și a habitatelor naturale de interes comunitar aflate în arealul zonei protejate. Acesta este situat în Muntenia, pe teritoriul județului Argeș.

## Localizare
Aria naturală se află în partea sud-vestică a județului Argeș, pe teritoriile administrative ale comunelor Hârsești și Stolnici. Situl se întinde pe o suprafață de 4.987,2 ha, integral pe uscat.

## Înființare
Situl Pădurea și Lacul Stolnici a fost declarat sit de importanță comunitară (ROSCI0332) în ianuarie 2011 pentru a proteja 6 specie de animale.

## Biodiversitate

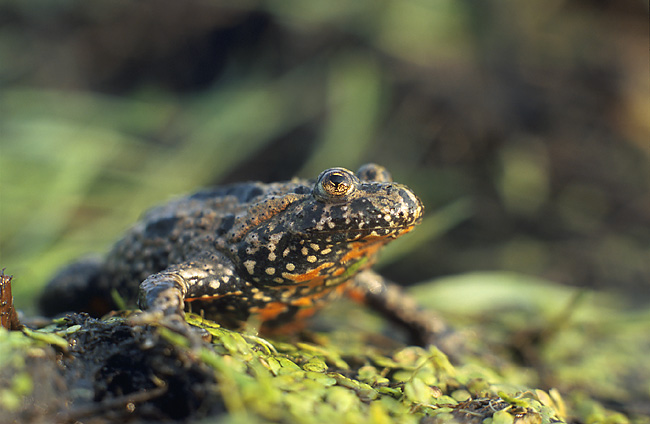
Buhai de baltă cu burtă roșie (Bombina bombina)

Arealul „Pădurea și Lacul Stolnici” a fost desemnat ca sit Natura 2000, în scopul protejării biodiversității și menținerii într-o stare de conservare favorabilă a unor specii din flora și fauna zonei. Acesta dispune de două tipuri habitate naturale de interes comunitar: Păduri balcano-panonice de cer si gorun și Păduri dacice de stejar si carpen.
La baza desemnării sitului se află 6 specii faunistice ocrotite la nivel european prin Directiva C.E. 92/43/CE (anexa I-a) din 21 mai 1992 (privind conservarea habitatelor naturale și a speciilor de faună și floră sălbatică) și aflate pe lista roșie a IUCN; astfel:
- amfibieni (3): buhai de baltă cu burtă roșie  (Bombina bombina)[7], ivorașul-cu-burta-galbenă (Bombina variegata)[8], tritonul cu creastă (Triturus cristatus)[9];
- mamifere (1): vidră de râu (Lutra lutra)[10]
- nevertebrate (1): rădașcă (Lucanus cervus);
- reptile: (1) țestoasa de baltă (Emys orbicularis)[11].[4]

## Căi de acces
- Drumul județean (DJ679) - Poiana Lacului - Lunca Corbului - Stolnici